# Viñuela

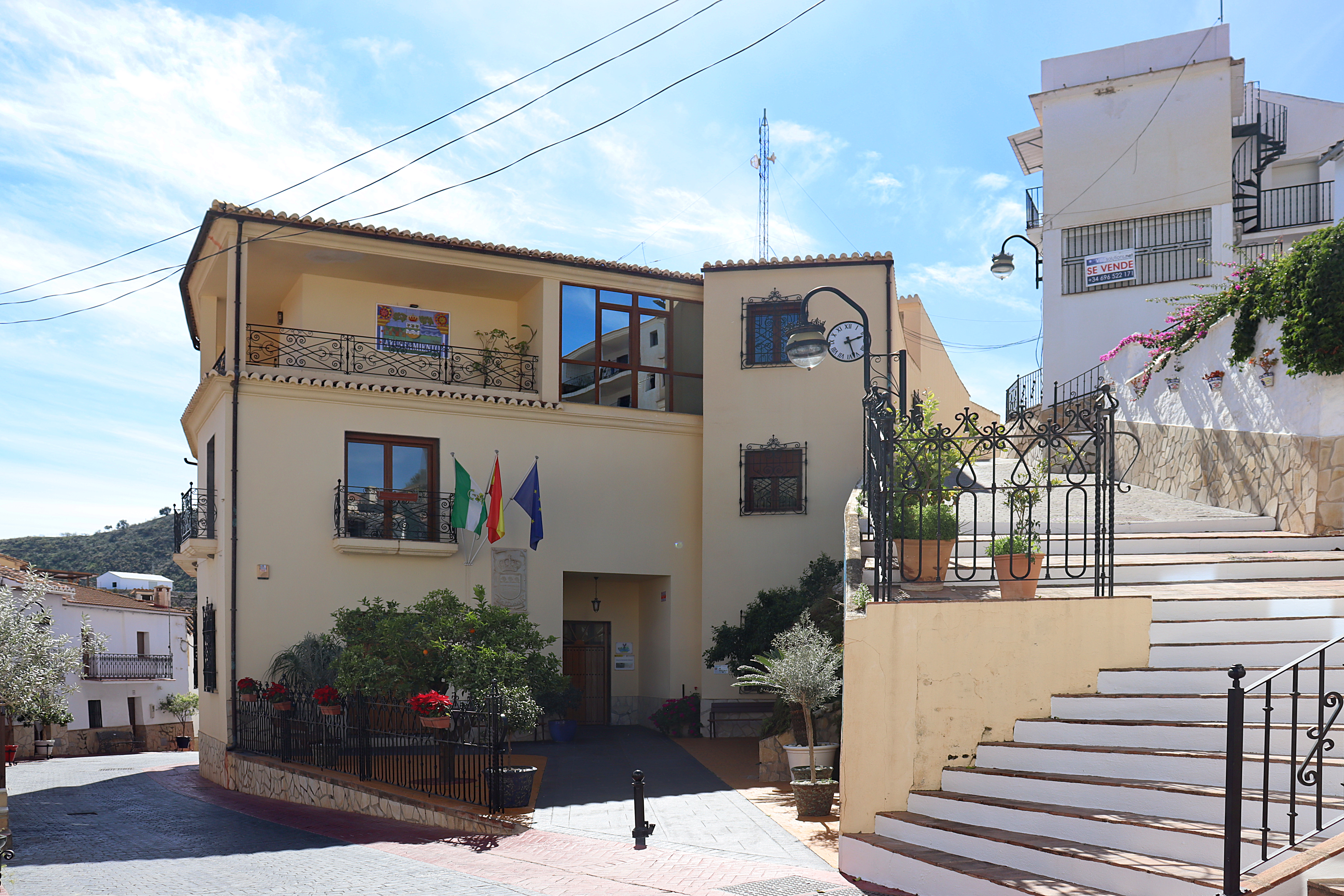
Rathaus

La Viñuela ist eine Gemeinde (municipio) mit 2.006 Einwohnern (Stand: 2024) in der Provinz Málaga in der Autonomen Region Andalusien im Süden Spaniens.

## Geographie
La Viñuela wird von der Landschaft von La Maroma dominiert, die zur Sierra de Tejeda gehört und mit einer Höhe von 2.068 Metern der höchste Berg der Axarquía ist. Ein weiteres landschaftliches Merkmal ist der Stausee, der als Viñuelasee bekannt ist; er fasst 170 Millionen Kubikmeter Wasser und ist von Picknickplätzen umgeben. Der Ort grenzt an Alcaucín, Arenas, Benamargosa, Canillas de Aceituno, Cútar, Periana und Vélez-Málaga.

## Geschichte
Das Dorf wuchs im 18. Jahrhundert um ein Gebäude namens La Venta La Viña, in dem müde Reisende auf dem Weg zwischen der Küste und dem Landesinneren von Granada verpflegt wurden. Das Dorf wurde nach den Weinstöcken benannt, die in der Gegend wachsen, und nach diesem Gebäude, in dem der lokale Wein verkauft wurde. Die Gemeinde wurde 1764 mit dem ersten Bürgermeister Juan Lucas García del Rey gegründet, aber das war nicht das erste Mal, dass das Gebiet besiedelt war: Als die Ausgrabungsarbeiten für den Stausee begannen, wurden archäologische Stätten aus dem Neolithikum und der Römerzeit gefunden.

## Bevölkerungsentwicklung
| 1842 | 1900  | 1950  | 1980  | 1990  | 2000  | 2010  | 2020  |
| ---- | ----- | ----- | ----- | ----- | ----- | ----- | ----- |
| 679  | 1.632 | 2.127 | 1.332 | 1.154 | 1.281 | 1.949 | 2.041 |

## Sehenswürdigkeiten
- Kirche San José
- Embalse de La Viñuela (Viñuela-See)
- Atalaya-Turm